# Deutsche Basketballmeisterschaft der Frauen 1951
Die Endrunde um die Deutsche Basketballmeisterschaft der Frauen 1951 fand vom 31. März bis 1. April 1951 in München statt. Insgesamt vier Mannschaften ermittelten in einem Rundenturnier den fünften deutschen Basketballmeister der Frauen. Das Turnier gewann der Titelverteidiger TS Jahn München vor dem OSC Berlin, Dritter wurde der ATV Düsseldorf.